# Klubbvingad manakin
Klubbvingad manakin (Machaeropterus deliciosus) är en fågel i familjen manakiner inom ordningen tättingar. ¨

## Utseende
Klubbvingad manakin är en säregen manakin. Hanens fjäderdräkt är i vinrött, svart och vitt, helt olik någon annan art i dess utbredningsområde. Honan är matt gröngul, lättast igenkänd på en orange eller gulaktig fläck under ögat.

## Utbredning och systematik
Fågeln förekommer i Andernas västsluttning i sydvästra Colombia och västra Ecuador. Den behandlas som monotypisk, det vill säga att den inte delas in i några underarter.

## Levnadssätt
Klubbvingad manakin hittas i lummiga lövskogar, där den födosöker efter bär, vanligen i skogens mellersta skikt. Fågeln har ett helt unikt parningsspel, där hanen hoppar runt i träd kring en utvald spelplats. I spelet knycker den vingarna uppåt och vibrerar fjädrarna i en mycket hög hastiget, vilket skapar en högljudd ton.

## Status
Trots det begränsade utbredningsområdet och att den tros minska i antal anses beståndet vara livskraftigt av internationella naturvårdsunionen IUCN. 

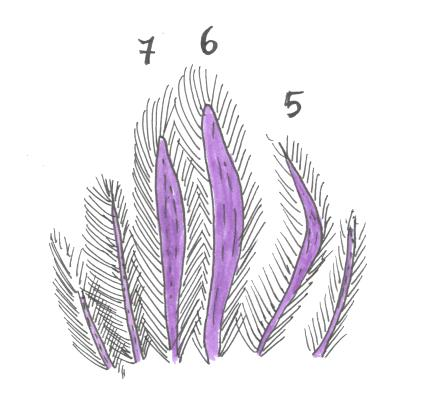
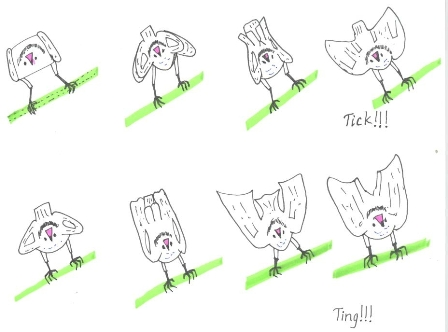